# Нандута
Нандутата (Rheidae) са семейство едри Нандуподобни (Rheiformes) птици. Семейството включва един (някои източници посочват два) рода Нанду (Rhea) с два вида – обикновено и дарвиново нанду. Живеят в степите на Южна Америка. 

## Описание и начин на живот
Високи са към 1,5 m и тежат 50 кг. Цветът на перата е сив. Движат се на големи групи. Полигамни видове са и през брачния период мъжкият се събира с няколко женски и ако се появи втори мъжки, двамата водят борба. Всичките женски снасят яйцата си (до 20) в общо гнездо, изровено в пясъка, след което мъжкият ги мъти около 1,5 месеца, като ги напуска всяка сутрин за да се нахрани. След излюпването на малките той ги топли, храни ги и ги пази около месец. Тогава всички заедно се присъединяват към ятото. Хранят се с треви и семена, насекоми, охлюви, гущери и червеи. Понякога унищожават културни растения и семената им. В родината си навлизат и в селищата. 
Нандутата в Софийския зоопарк са доставени от Хановер и живеят там от 1972 г.

## Таксономия
- Семейство Rheidae – Нандута
  - Род Rhea – Нанду
    - Вид Rhea americana – Обикновено нанду
    - Вид Rhea pennata (Pteroicnemia pennata) – Дарвиново нанду